# Curry Rivel
Curry Rivel is een civil parish in het bestuurlijke gebied South Somerset, in het Engelse graafschap Somerset met 2148 inwoners.